# Maslinica, Hvar
Koordinati:   43°10′36″N, 16°34′03″E
Maslinica je zaselek v istoimenskem zalivu jugozahodno od mesta
Stari Grad na otoku Hvaru, Splitsko-dalmatinska županija (Hrvaška).